# 馬可斯·塞米恩
馬可斯·安德魯·塞米恩（英語：Marcus Andrew Semien，1990年9月17日—），為美國職棒大聯盟選手，主要的守備位置為游擊和二壘。目前效力於德州遊騎兵隊。他先前曾效力過白襪、運動家與藍鳥等隊。

## 生平

### 早年
塞米恩在灣區成長，自小接觸棒球活動，幼時便開始在內野守備，也從事投球。高中就讀於伯克利聖瑪麗學院高中，二年級時擁有4成71的打擊率。芝加哥白襪曾在2008年選秀中指名他（第34輪），但他並未選擇簽約。之後進入加利福尼亞大學柏克萊分校，大學三年級的表現稍有衰退，影響了大聯盟球探對他的評價。

### 職業生涯

#### 芝加哥白襪
白襪在2011年選秀再次指名塞米恩（第6輪），從此展開其職業生涯。首年球季，他在小聯盟1A的打擊率為2成53，另有3轟、26分打點。2012年他在高階1A的打擊率則是2成73，另有14轟、59分打點。2013年球季，塞米恩已是白襪農場排名第8的新秀。
2013年9月3日，白襪將塞米恩拉上大聯盟。他於9月4日先發出賽，面對紐約洋基的C·C·沙巴西亞，首打席便敲出自己的生涯首安。9月23日，他敲出生涯首轟，苦主為多倫多藍鳥的J·A·哈普。

#### 奧克蘭運動家
2014年球季結束後，白襪隊將塞米恩、克里斯·巴希特、Rangel Ravelo與喬許·菲格利交易至運動家，換取Jeff Samardzija與Michael Ynoa二名球員。2015年，塞米恩穩固了自己的先發地位。該年他的打擊率為2成57，附帶15轟與11盜，在守備方面則有35次失誤。季後，他與羅恩·華盛頓一同進行守備訓練。2016年，塞米恩將整體的失誤次數降低到21次，並傳出大聯盟最多的477次助殺。該年他的打擊率為2成38，打出27轟並有10次盜壘成功。
2017年4月17日，塞米恩因右腕骨折而進入傷兵名單。該年他僅有打擊率2成49、10轟與12盜的成績。
2018年，他的打擊率為2成55，15轟與14盜，再次傳出大聯盟最多的459次助殺，並入選金手套獎的最終名單。
2019年是他的生涯年，繳出2成85打擊率與33轟，都是生涯新高。這年他在美聯MVP票選中排名第三，並且再次進入到金手套獎最終名單。
在2020年的縮水賽季，塞米恩僅有2成23打擊率、7轟與23打點的成績。

#### 多倫多藍鳥
2021年1月26日，塞米恩與藍鳥簽下1年18,000,000美元的合約。

#### 德州遊騎兵
2021年12月1日，塞米恩與德州遊騎兵簽下7年1.75億美元的合約。
2022年球季，塞米恩繳出了.248/.304/.429的打擊數據，並擊出了26轟和83分打點。該年, 他因對方失誤而上壘12次，是大聯盟中最多的。塞米恩在這個賽季共有724打席、657個打數及10次的犧牲打(與艾力克斯·布萊格曼和艾列克·波姆並列）都是全大聯盟之最。
2023年球季，塞米恩全勤出賽了162場比賽並繳出了.276/.348/.478的打擊數據。在這個賽季共有753打席及122得分均為大聯盟之最。此外，他創下了大聯盟歷史上單季最多打席數的紀錄（含常規賽和季後賽），總計達到835打席，超過了Lenny Dykstra之前的833次紀錄。在德州遊騎兵隊效力期間，遊騎兵最終在2023年世界大賽第五戰中擊敗了亞利桑那響尾蛇，贏得了2023年世界大賽冠軍。

## 個人生活
塞米恩的雙親皆是加利福尼亞大學柏克萊分校校友，父親達米恩是一名足球員。
塞米恩與妻子Tarah育有二子Isaiah和Joshua，分別於2017年4月和2018年5月出生。

## 外部連結
- 球員資訊和成績在MLB ，ESPN ，Retrosheet ，Baseball Reference ，Baseball Reference (Minors) ，Fangraphs ，The Baseball Cube （英文）